# 동아시아 요리

동아시아

동아시아 요리(東Asia 料理) 또는 동북아시아 요리(東北Asia 料理)는 아시아 요리의 한 갈래로, 동아시아(동북아시아) 지역의 요리들을 포함한다.

## 분류
동아시아 요리에 속하는 요리는 다음과 같다.
- 몽골 요리
- 일본 요리
- 중국 요리
  - 중화민국 요리
  - 중화인민공화국 요리
    - 마카오 요리
    - 위구르 요리
    - 티베트 요리
    - 홍콩 요리
- 한국 요리
  - 대한민국 요리
  - 조선민주주의인민공화국 요리

## 같이 보기
- 동남아시아 요리
- 중앙아시아 요리
- 시베리아 요리